# Mechanische Werkstätten Wilhelm Albrecht
Die Mechanischen Werkstätten Wilhelm Albrecht (MWA) wurden 1926 von dem Erfinder, Ingenieur und Unternehmer Wilhelm Albrecht in Berlin-Tempelhof gegründet. Das von ihm entworfene Logo wurde seit den 1950er Jahren zum international bekannten Markenzeichen für komplette Gerätesysteme zur bildsynchronen Tonaufnahme und -bearbeitung in Film- und Fernsehstudios.

## Geschichte der MWA

### Die frühen Jahre
Anfangs befasste sich das Unternehmen mit der Entwicklung und Produktion von Bausätzen für Rundfunkempfänger und lieferte diese zunächst an Endverbraucher, später in weiterentwickelter Form an industrielle Radiohersteller.

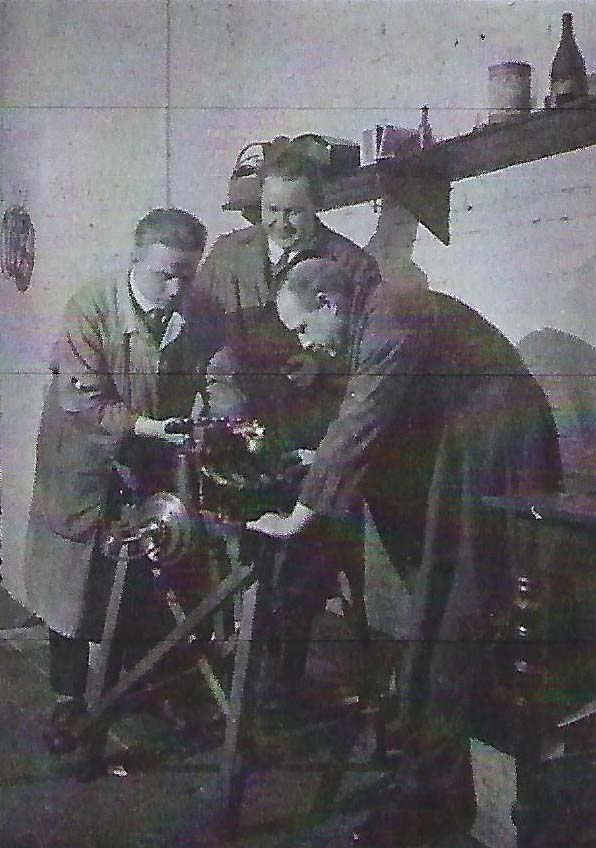
Werkstatt in Tempelhof

1936 erfolgte der Umzug in größere Fabrikräume in der Juliusstraße im Berliner Bezirk Neukölln. In den Folgejahren konzentrierten sich Entwicklung und Fertigung auf Ausrüstungen für die Kommunikationstechnik. 1944 wurden die Fabrikationsräume durch einen Bombenangriff teilweise beschädigt.

### Die ersten Nachkriegsjahre
In den verbliebenen Werkstätten und mit dem über das Kriegsende geretteten Material- und Maschinenbestand wurden zunächst Gegenstände für den damaligen Alltagsbedarf hergestellt (z. B. Tabakschneide-Maschinen), aber auch Reparaturen an beschädigten industriellen Ausrüstungen durchgeführt.

### Einstieg in die Filmtontechnik
So ergab sich auch der Kontakt zu den Betrieben der seinerzeit noch verbliebenen Berliner Filmindustrie. Bereits 1946 erhielt die MWA von der Berliner Kaudel-Film den Auftrag zur Konstruktion und Fertigung einer Lichtton-Kamera (LTK 1) und weiterer Einrichtungen für die bildsynchrone Tonaufnahme und -bearbeitung von Spielfilmen. Zusätzlich wurden für die Arbeitsabläufe in den Filmstudios stationäre, aber auch transportable Tonmischpulte entwickelt und gefertigt.  

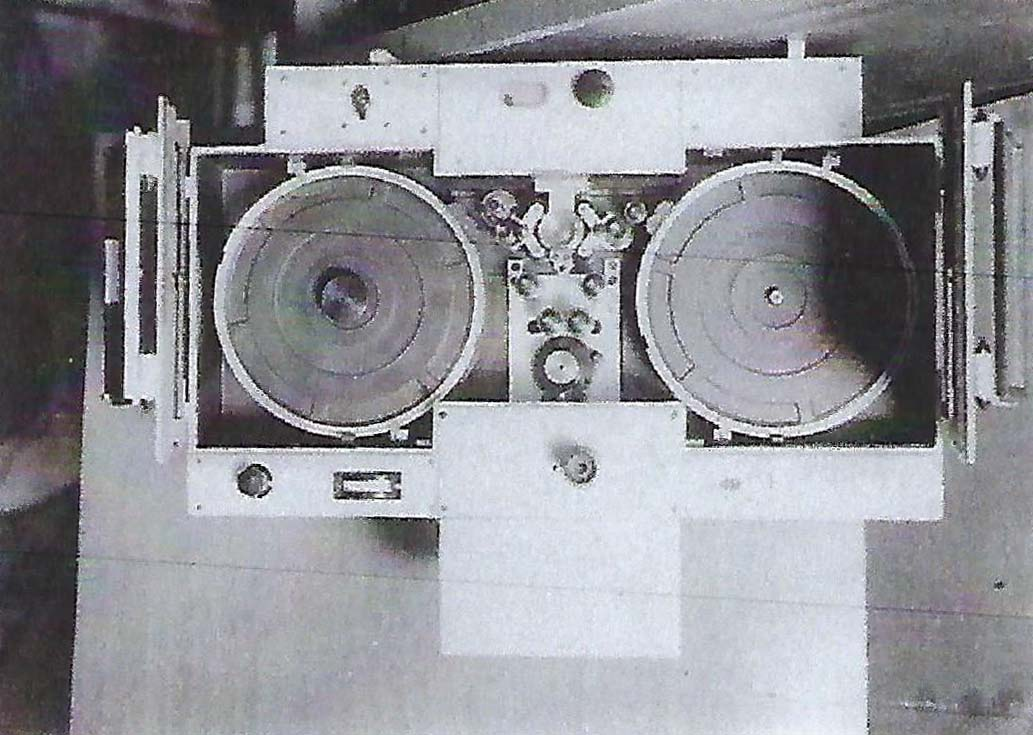
LTK 1 (1946) – Lichtton-Kamera mit geschlossenen Filmrollen

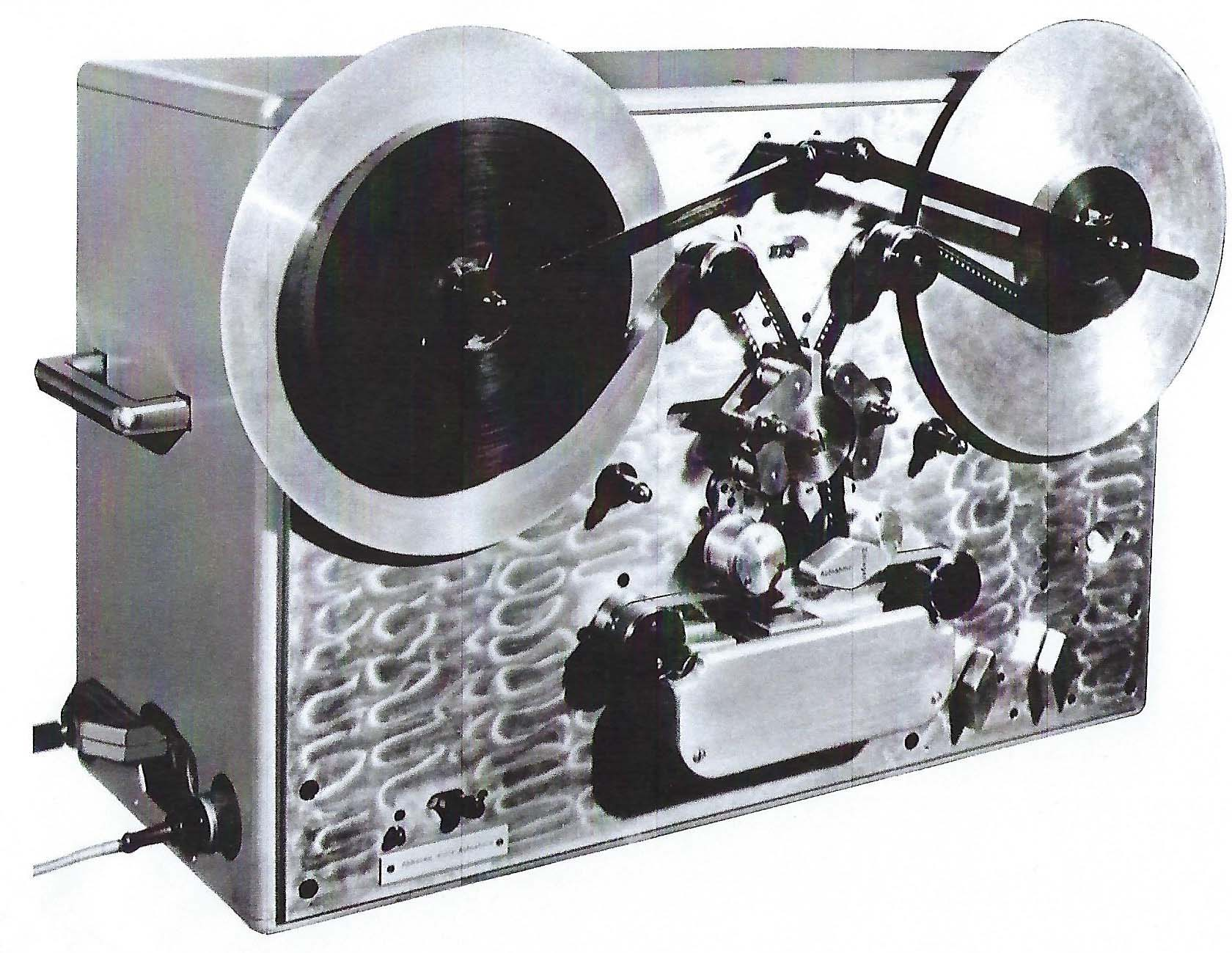
MTK 1 (1950) – Magnetton-Kamera

Albrecht hatte jedoch bald erkannt, dass nicht die bis dahin durchgängig eingesetzte Lichtton-Technik, sondern das Magnetton-Verfahren, mit dem in den USA bereits experimentiert worden war, die Zukunft der Filmtonbearbeitung sein würde. So entwickelte er das erste Magnetfilm-Laufwerk Europas, die sogenannte Magnetton-Kamera (MTK 1).

### Entwicklung ab 1950

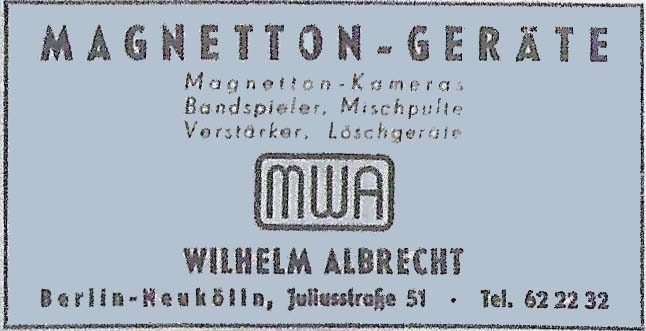
Anzeige der MWA

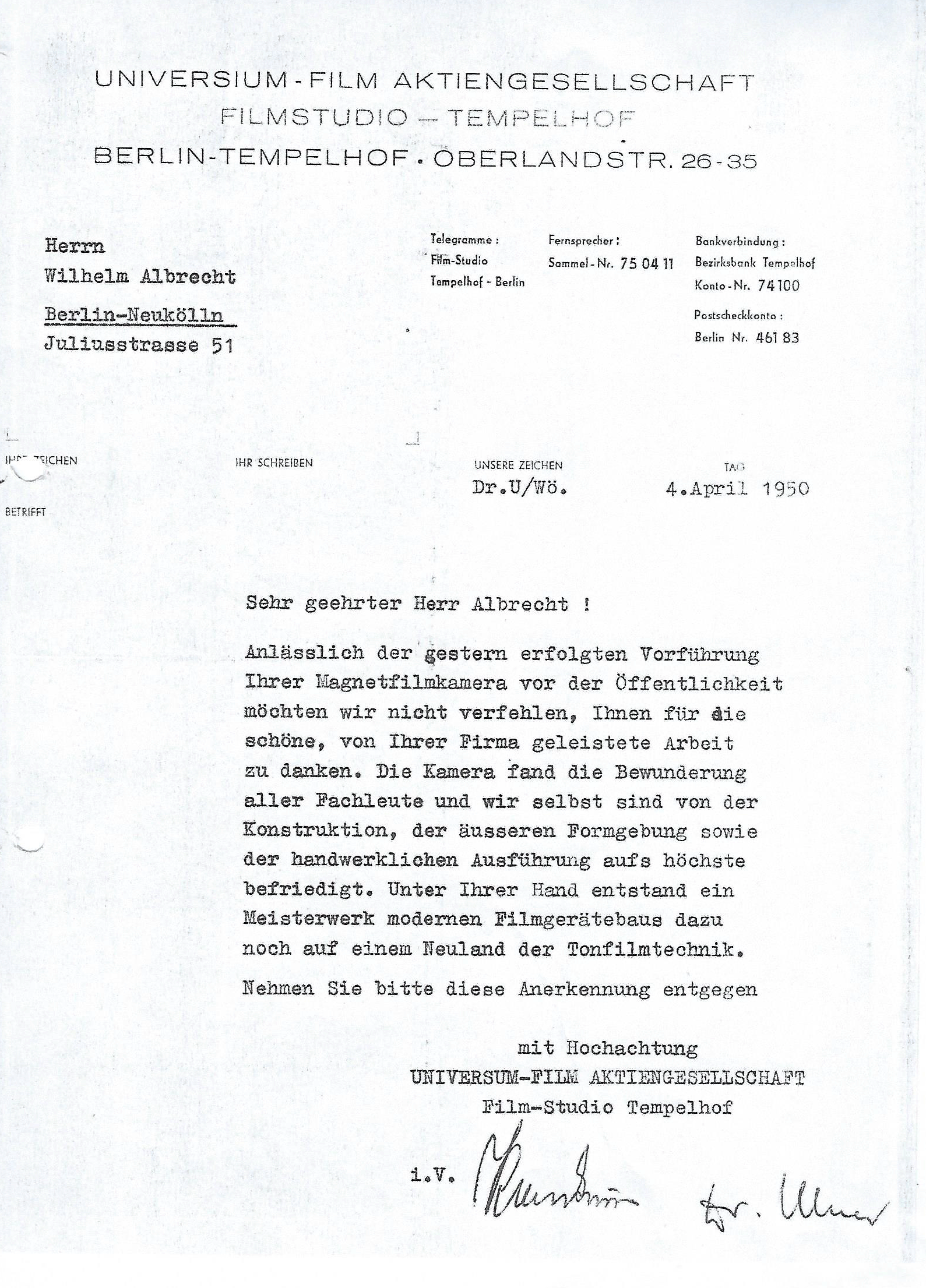
Dankschreiben der UfA 1950

Die MTK 1 wurde Anfang 1950 an die UFA-Studios Berlin-Tempelhof ausgeliefert und dort für die Synchronisation von Spielfilmen und zur kompletten Tonaufnahme von neuen Produktionen eingesetzt. Nach einer öffentlichen Vorführung der MTK 1 pries die UFA diese als „Meisterwerk modernen Filmgerätebaus, dazu noch auf einem Neuland der Tonfilmtechnik“ (siehe Schreiben der UfA vom 4. April 1950).
Technisch war nun zwar der Durchbruch gelungen, eine uneingeschränkte Belieferung von Filmstudios in aller Welt konnte jedoch erst nach Beendigung eines langwierigen Patentstreits stattfinden. Es folgten zahlreiche Weiterentwicklungen der MTK 1 bis hin zum Reisemodell MR10 – auch ergänzt durch den Kamera-Tisch KT 2 sowie die Fertigung von Verstärkern und Löschgeräten. Eine wesentliche Anpassung an den Bedarf in Studios stellten die säulenförmigen Magnetton-Bandspieler dar – beginnend 1950 mit dem MB 1, gefolgt von zahlreichen Nachfolgemodellen bis hin zum MB 51, die weltweit über Jahrzehnte in Film- und Fernsehstudios eingesetzt wurden.
Parallel zu den ständigen Weiterentwicklungen von Geräten der Magnetton-Technik – später auch für das neue Medium Fernsehen – beteiligte sich Albrecht an maßgeblichen Konstruktionen für die Schallplattentechnik.
1956 wurde die Firma in eine GmbH umgewandelt. Wilhelm Albrecht und seine Frau Helene, die bereits seit 1945 den kaufmännischen Bereich leitete, wurden zu alleinvertretungsberechtigten Geschäftsführern bestellt; Ing. Günter Kieß zum Technischen Geschäftsführer ernannt. Diese Position bekleidete Letztgenannter bis 1991. Wesentliche Geräte und Systeme der MWA wurden von ihm umfangreich dokumentiert.
1961 zog die Firma in größere Betriebsräume am Neuköllner Maybachufer um. Nach dem Tod des Firmengründers im Jahr 1962 übernahm seine Witwe Helene Albrecht die Gesamtgeschäftsführung, die sie bis 1974 innehatte.
Die kontinuierliche und innovative Weiterentwicklung der Tonlaufwerke, die bald auch durch Bildabtast- und Projektions-Laufwerke sowie durch komplettierende Steuersysteme und Zusatzeinrichtungen ergänzt wurden, war wegweisend für die sich verändernden Produktionsabläufe in Film- und Fernsehstudios und festigte die Position des Unternehmens auf dem internationalen Markt.
1974 übernahm Margret Albrecht, Tochter von Wilhelm und Helene Albrecht, die Gesamtleitung des Unternehmens.

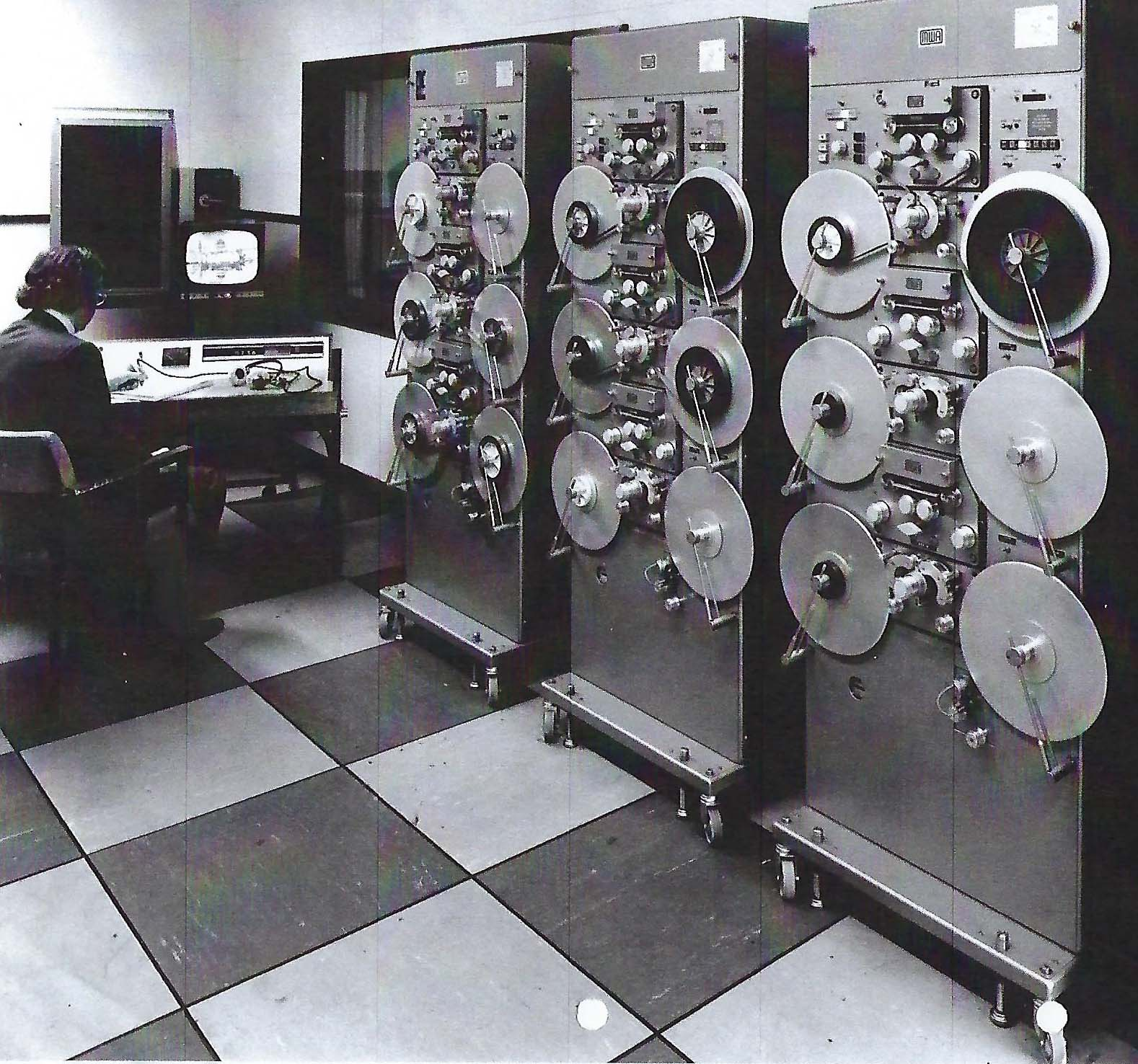
MB 43, 1978, DB Studio, England

Nach Erweiterung der Entwicklungskapazitäten – auch unter Inanspruchnahme staatlicher Fördermittel für Forschung und Entwicklung – und Anmietung zusätzlicher Betriebsräume sowie durch Optimierung der Fertigungsabläufe und Schaffung zusätzlicher Vertriebswege konnten die Produktions- und Lieferkapazitäten innerhalb von sechs Jahren verdoppelt werden. 1980 wurde die Wilhelm Albrecht GmbH im ADAC-Reiseführer „Technische Sehenswürdigkeiten in Deutschland“ aufgenommen.

### Geschichte ab den 1980ern
1984 verkauften Helene Kunow-Albrecht und Margret Nilsson-Albrecht ihre Geschäftsanteile an die Berliner Elektro Beteiligungen, wodurch die erfolgreiche Börseneinführung als Berliner Elektro Holding AG stattfinden konnte.

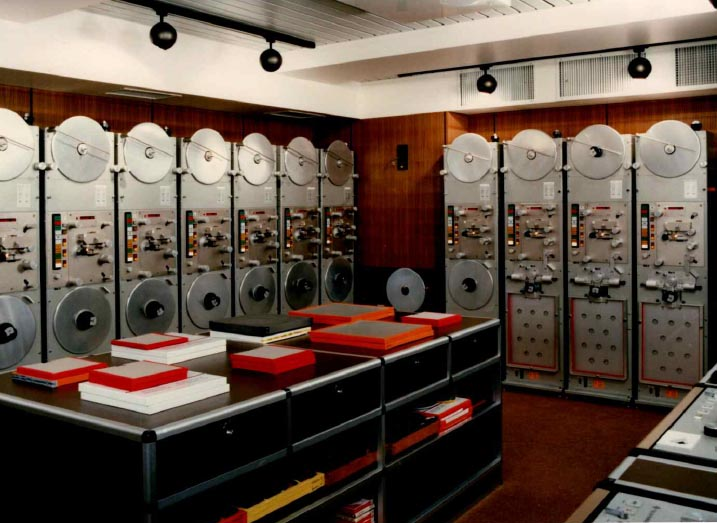
Studio Hamburg, 1986

Bald war absehbar, dass die Computer-Digitaltechnik auch das herkömmliche analoge Magnetton-Verfahren weitestgehend verdrängen wird. Infolgedessen wurde unter der Leitung von Ing. Peter Stroetzel (seit 1990 alleinvertretungsberechtigter Geschäftsführer) die Laser-Lichtton-Kamera LLK 3 zur Herstellung von Lichtton-Negativen entwickelt, gefertigt und ab 1996 an Filmstudios und Kopierwerke in aller Welt verkauft. Nachdem jedoch auch das Medium Bildfilm mit aufgebrachter Lichttonspur von der digitalen Videotechnik abgelöst wurde, war dieser Markt bald gesättigt.
2002 beantragte Stroetzel, der 1997 die Firmenanteile von der Berliner Elektro Holding AG übernommen hatte, Insolvenz. Die Fortführung des Unternehmens übernahm schließlich die MWA Nova GmbH. Das über 75 Jahre alte Logo blieb erhalten.